# XXI Corpo de Exército (Alemanha)
O XXI Corpo de Exército (em alemão: XXI. Armeekorps) foi um Corpo de Exército da Alemanha na Segunda Guerra Mundial. Foi formado no dia 10 de agosto de 1939 em Wehrkreis I. A unidade foi desmobilizada no dia 1 de março de 1940.

## Comandantes
| Comandante                             | Data                                      |
| -------------------------------------- | ----------------------------------------- |
| Generaloberst Nikolaus von Falkenhorst | 26 de agosto de 1939 - 1 de março de 1940 |

## Chef des Stabes
- Oberst Erich Buschenhagen — 10 de agosto de 1939 - 1 de março de 1940

## Oficiais de Operações (Ia)
- Oberstleutnant Eberhard von Kurowski 24 de agosto de 1939 - 5 de fevereiro de 1940

## Área de Operações
| Polônia  | setembro de 1939 - janeiro de 194 |
| Alemanha | janeiro de 1940 - março 1940      |

## Serviço de Guerra
| Data             | Exército     | Grupo de Exército | Lugar                     |
| ---------------- | ------------ | ----------------- | ------------------------- |
| setembro de 1939 | 3º Exército  | Nord              | Prússia Oriental, Polônia |
| janeiro de 1940  | 16º Exército | A                 | Trier                     |

## Organização
setembro de 1939
- 21ª Divisão de Infantaria
- 228ª Divisão de Infantaria